# 河井克夫
河井克夫（かわいかつお、1969年4月16日 - ）は、日本の漫画家、漫画原作者、イラストレーター、俳優。

## 経歴
愛知県豊橋市出身。立教大学文学部日本文学科卒業。別名・クイニーアマン・かつお。
1995年、パルコフリーペーパー『GOMES』主催『GOMESマンガグランプリ』においてしりあがり寿賞受賞。同年、雑誌「ガロ」にてデビュー。以来、メジャー・マイナー問わず、様々な媒体で作品を発表。
立教大学在学中に劇団「パラノイア百貨店」の手伝いを始め、大人計画の松尾スズキ、宮藤官九郎などと出会ったのをきっかけに、俳優としても活動している。

## 人物
松尾スズキとは「チーム紅卍」というユニットを組み、漫画制作をするほか、ロッキングオン主催のロックフェスティバル「COUNTDOWN JAPAN」などに、DJとして出演。現在はテレビブロスWEBで『チーム紅卍の電気じかけの井戸ばた会議』を連載中。
インターネット界を席巻した「ぺリーのお願い」など、 俳優の宮崎吐夢（大人計画）の一連の作品には、イラスト、出演、楽曲制作、 演出補などブレーンとして参加している。
歌人の枡野浩一とは、見た目が似てるという理由からユニットを組み、一時期「金紙＆銀紙」として活動していた。
また、2003年に結成したバンド「アーバンギャルズ」ではギターボーカルを担当。地道にライブ活動を続け、「これからのアーバンギャルズ」「さらにこれからのアーバンギャルズ」の２枚のアルバムを自主制作。2007年にはロフトプラスワンでの単独ライブを敢行。

## 作風
ギャグの中に独特の暗さや不安感を感じさせる不条理な作品が多い。その一方で、月刊コミックビームでの連載企画『河井克夫と六人の女たち』 では、女性漫画家それぞれの作風にあった原作を書き下ろす等、マルチな才能も持つ（『河井克夫と六人の女たち』は『女神たちと』に改題して単行本化）。 
また近年は先崎学の「うつ病九段　プロ棋士が将棋を失くした一年間」や辺見じゅんの「収容所（ラーゲリ）から来た遺書」などベストセラー作品のコミカライズを担当。直木賞作家・久生十蘭の短編を漫画化した『久生十蘭漫画集 予言・姦』で第21回文化庁メディア芸術祭マンガ部門審査委員会推薦作品に選出されるなど、活動の幅を広げている。

## 著作

### 単著
- 『ブレーメン』（青林工藝舎 2000年2月）ISBN 978-4883790500
- 『女の生きかたシリーズ』（青林工藝舎 2003年3月）ISBN 978-4883791286
- 『日本の実話』（青林工藝舎 2004年12月）ISBN 978-4883791736
- 『クリスチーナZ』（青林工藝舎 2006年4月）ISBN 978-4883792122
- 『出会いK』（青林工藝舎　2008年12月）ISBN 978-4883792740
- 『猫と負け犬』（メディアファクトリー2008年2月）ISBN 978-4840121781
- 『見学！見学！また見学！』（コアマガジン 2008年12月)ISBN 978-4862525215
- 『久生十蘭漫画集 予言・姦』（KADOKAWA 2016年10月）ISBN 978-4047283657

### 松尾スズキとの共著（チーム紅卍名義）
- 「ニャ夢ウェイ」全4巻

1. 2006年3月（文春文庫）
2. 2009年12月（ロッキングオン）
3. 2011年12月（ロッキングオン）
4. 2015年6月（ロッキングオン）

- 「読んだはしからすぐ腐る！」（実業之日本社）
- 「お婆ちゃん！それ、偶然だろうけどリーゼントになってるよ！」（東京ニュース通信社）
- 「お婆ちゃん！それ、偶然だろうけどまたリーゼントになってるよ！」（東京ニュース通信社）
- 「ニッポンで笑う」（東京ニュース通信社）

### 原作
- 「わたしたちの好きなもの」（安永知澄、上野顕太郎、しりあがり寿との共著。原作担当）（エンターブレイン）
- 「金の靴　銀の魚」（市川ラクとの共著。原作担当）（KADOKAWA）
- 「女神たちと」(近藤ようこ、二宮亜子、安永知澄、原百合子、おくやまゆか、やまじえびねに原作を提供し、横浜聡子の原作を漫画化した女性作家との共作アンソロジー）（KADOKAWA）

### コミカライズ作品
- 「うつ病九段」(原作・先崎学）（文藝春秋）
- 「ラーゲリ〈収容所から来た遺書〉」（原作・辺見じゅん）（文藝春秋 2022年7月）

### その他
- 「長嶋有漫画化計画」（光文社）
- 「金紙＆銀紙の 似ているだけじゃダメかしら？」（枡野浩一との共著、リトルモア）ISBN 4-89815-195-7
- 「きょうも、せんべろ 千円で酔える酒場の旅」（さくらいよしえとの共著、イースト・プレス）

### コミックス未収録作品
- フリーペーパー「dictionary」マンガ特集
- 「宮崎吐夢の本当にあったつまらない話」（hon-nin 太田出版）
- 「インフルエンサーお銀」（クイニーアマン・かつお名義　マガジンハウス）
- 「その後のうつ病九段-先崎学さんに訊く-」（文春将棋 読む将棋2021）（2021年）
- 「真夜中」vol.4（リトルモア）（2009年）
- 国芳シリーズ[3]
  - 「文政ゆうれい騒動」（『コミック乱』2024年2月号[4]）
  - 「文政びじん騒動」（『コミック乱』2024年6月号[5]）
  - 「文政ほりもの騒動」（『コミック乱』2024年8月号[6]）
  - 「文政あぶなえ騒動」（『コミック乱』2025年2月号[7]）

### 寄稿
- 「1980年代のポップ・イラストレーション」（アスペクト）

### 対談
- 「イママン 本谷有希子マンガ家インタビュウ&対談集」（本谷有希子　駒草出版）（2007年）

## 出演作

### 映画
- 恋の門（松尾スズキ監督）
- クワイエットルームへようこそ（松尾スズキ監督）
- 真夜中の弥次さん喜多さん（宮藤官九郎監督）
- FOUJITA（小栗康平監督）
- そんな無茶な！「東京ゾンビ外伝」（企画・プロデュース佐藤佐吉）
- 検察側の罪人（原田眞人監督）

### 舞台
- 「自慢⭐︎自慢」（大人計画）1994年
- 「ファンキー！」（大人計画）1997年
- 「欲望という名の電車」
- 「復興期の精神　春と修羅場」2011年
- 「饗宴」（劇団SWANNY）2013年
- 「意味の誕生。」（中野坂上デーモンズ）2016年
- 「言問う処女」（ビニヰルテアタア）2018年
- 「果てっ、」（中野坂上デーモンズ）2018年
- 「アイスクリームマン〜中級階級の劇的休息〜」（中野坂上デーモンズ）2019年
- 「ツダマンの世界」（作・演出／松尾スズキ）
- 「鬼崎叫子の数奇な一生」（中野坂上デーモンズ）2023年
- 「ふくすけ 2024 -歌舞伎町黙示録-」（作・演出/松尾スズキ）2024年[8]

### TVドラマ
- あまちゃん（NHK連続テレビ小説）
- 軍師官兵衛（NHK 大河ドラマ）
- 半分、青い。非常勤アシスタント・中野役（NHK連続テレビ小説）[9]
- らんまん　岩下定春役（NHK連続テレビ小説）

### DVD
- 今夜も店じまいシリーズ（宮崎吐夢）（講談社）

1. 今夜も店じまい
2. 今度も店じまい 今夜で店じまい 2nd SEASON
3. 何度も店じまい 今夜で店じまい 3rd SEASON

- 「紙-1フェスタ'09」DVD
- 「みみずひめ」（脚本・監督／藤田容介）

### CM
- アサヒビールエビオス
- SEIYU
- 全労済
- JR東日本
- フマキラー
- マイクロソフト

### 声優
- えのしまんず（タテアニメ） - みみっく 役（声）

### 動画
- 電気じかけの井戸ばた会議（チーム紅卍名義、テレビブロス）

## その他

### 映画脚本
- ゾンビデオ（村上賢司監督）

### 落語台本
「アサガオデン（劇場版）」（少年王者館）

### アニメ制作
- 宇宙孤児イブキ（椿鬼奴チャンネル）

### イラスト
- ニュース探究ラジオ Dig（TBSラジオ）番組イメージイラストを担当
- 太田光の私が総理大臣になったら…秘書田中（日本テレビ）オープニングイラストを担当
- 「血で描く」唐沢俊一（幽BOOKS）
- 「ギリギリデイズ」松尾スズキ（2005年）

### ラジオ
- TOKYO FM 特別番組「夏だ！　ラジオだ！　バイノーラル祭り！」（2008年）
- 荒川強啓 デイ・キャッチ!（TBSラジオ）番組内「メキキの聞き耳」準レギュラー

### グループ展
- スージー甘金と塗コミック派展（2009年）
- スージー甘金と塗コミック派展　in sunmall（2009年）
- 「yonpo展〜お気に入りを着て、いつもより遠くへ〜」Tシャツ展示（2009年）
- 「漫画少年ドヴァイ」（2009年）
- 「大アックス祭り」（2010年）

## イベント出演
- しりあがり寿presents 新春！(有) さるハゲロックフェスティバル
- 「松尾部NIGHT!!〜松尾スズキと愉快な部員達!!〜」（2002年）
- かなしーライブツアー（金紙＆銀紙名義）（2005年）
- 井口昇初の単行本『恋の腹痛、見ちゃイヤ！イヤ！』発刊記念イベント！（2005年）
- 唐沢俊一 初ホラー小説「血で描く」刊行記念　第６回奇想天外シネマテーク（2008年）
- 龍谷大学「第87回創立記念降誕会」記念講演会（2008年）
- 紙-1フェスタ’09（2009年）
- 「古泉智浩の野暮な話」ゲスト（2009年）
- 「本屋ナイトvol.3」「本屋ナイトvol.4」（2012年）
- ZOMBIEト〜〜〜ク（2013年）
- 『大喜利ワールドカップ〜大喜利団体王決定戦〜』（2014年）
- 「下北沢にわか寄席2016」（宮崎吐夢と共に浪曲を披露）
- 「豊橋『描く！』マンガ家まつり～東三河のマンガ家によるトークとマンガ教室～」（豊橋市美術博物館）
- 『バナナシスターズ！　おさるとカレーと唄の会』（2017年）
- 漫画『ものするひと』をもっと楽しむための「たほいや」大会（2018年）
- 『紙‐1グランプリ グランドチャンピオン大会』（2018年）
- 冬季ロクリンピック 2020（2020年）

## アーバンギャルズとして

### ライブ出演
- 我レラ自由ニ唄フ。（遠藤ミチロウ、アーバンギャルズ対バン）（2005年）
- 「みゅーじっくめーん　Vol.1」（2006年）
- 「小象(大堀こういち)とアーバンギャルズのなかよしコンサート」（2006年）
- 「アーバンギャルズ・ロック・ショー2007」（2007年）
- しりあがり寿とさるハゲオールスターズ～五十三次ライブ いきなり京都!!～（2009年）
- 漫画家バンド大戦レコ発スペシャル!!＜大阪／東京公演＞（2010年）

### CD
コンピレーションアルバム 「漫画家バンド大戦」（ハマプロ、2010年）